# Герб Капустинців
Герб Капу́стинців — геральдичний символ населених пунктів Богданівської сільської ради Яготинського району Київської області (Україна): Капустинців, Добраничівки і Плужників. Герб затверджений сесією сільської ради (автор — О. Желіба).

## Опис
У зеленому полі навхрест кам'яні сокири зі срібними руків'ями та мотузками і золотими обухами, обабіч та знизу — три золоті колоски.
Щит обрамований декоративним картушем і увінчаний золотою сільською короною з двома зелено-срібними цукровими буряками.

## Трактування
Кам'яні молотки — символ стоянки первісних людей, яка знайдена коло села, колоски — символ хліборобської праці капустинців, зелене тло щита — натякає на зелений лист капусти, яка дала назву селу.